# César Augusto Rodríguez
César Augusto Rodríguez (ur. 26 czerwca 1997) – peruwiański lekkoatleta specjalizujący się w chodzie sportowym.
W 2013 zajął 19. miejsce na mistrzostwach świata juniorów młodszych w Doniecku. Złoty medalista mistrzostw Ameryki Południowej juniorów młodszych (2014). W tym samym roku był dziesiąty na juniorskich mistrzostwach świata oraz zajął 4. miejsce podczas igrzysk olimpijskich młodzieży. W 2015 triumfował na mistrzostwach Ameryki Południowej juniorów oraz stanął na najwyższym stopniu podium juniorskiego czempionatu obu Ameryk. Brązowy medalista mistrzostw Ameryki Południowej (2017).
Złoty medalista mistrzostw Peru.

## Osiągnięcia
| Rok  | Impreza                                     | Miejsce    | Konkurencja              | Pozycja     | Wynik      |
| ---- | ------------------------------------------- | ---------- | ------------------------ | ----------- | ---------- |
| 2013 | Mistrzostwa świata juniorów młodszych       | Donieck    | chód na 10 000 m         | 19. miejsce | 48:35,50   |
| 2014 | Mistrzostwa świata juniorów                 | Eugene     | chód na 10 000 m         | 10. miejsce | 41:57,90   |
| 2014 | Igrzyska olimpijskie młodzieży              | Nankin     | chód na 10 000 m         | 4. miejsce  | 42:26,49   |
| 2014 | Mistrzostwa Ameryki Płd. juniorów młodszych | Cali       | chód na 10 000 m         | 1. miejsce  | 42:39,06   |
| 2015 | Panamerykański puchar w chodzie             | Arica      | chód na 10 km (juniorów) | 4. miejsce  | 43:07      |
| 2015 | Mistrzostwa Ameryki Południowej juniorów    | Cuenca     | chód na 10 000 m         | 1. miejsce  | 43:04,18   |
| 2015 | Mistrzostwa panamerykańskie juniorów        | Edmonton   | chód na 10 000 m         | 1. miejsce  | 42:12,81   |
| 2016 | Drużynowe mistrzostwa świata w chodzie      | Rzym       | chód na 10 km (juniorów) | 6. miejsce  | 41:08      |
| 2016 | Mistrzostwa świata juniorów                 | Bydgoszcz  | chód na 10 000 m         | 13. miejsce | 42:06,18   |
| 2017 | Panamerykański puchar w chodzie             | Lima       | chód na 20 km            | 9. miejsce  | 1:23:50    |
| 2017 | Mistrzostwa Ameryki Południowej             | Asunción   | chód na 20 000 m         | 3. miejsce  | 1:25:58.3h |
| 2017 | Mistrzostwa świata                          | Londyn     | chód na 20 km            | 33. miejsce | 1:23:05    |
| 2018 | Drużynowe mistrzostwa świata w chodzie      | Taicang    | chód na 20 km            | 26. miejsce | 1:25:02    |
| 2018 | Igrzyska Ameryki Południowej                | Cochabamba | chód na 20 km            | 2. miejsce  | 1:26:23    |
| 2019 | Mistrzostwa Ameryki Południowej             | Lima       | chód na 20 000 m         | –           | DQ         |
| 2021 | Igrzyska olimpijskie                        | Tokio      | chód na 20 km            | 21. miejsce | 1:24:40    |
| 2022 | Drużynowe mistrzostwa świata w chodzie      | Maskat     | chód na 20 km            | 21. miejsce | 1:27:35    |
| 2022 | Mistrzostwa świata                          | Eugene     | chód na 20 km            | 10. miejsce | 1:20:59    |
| 2022 | Mistrzostwa świata                          | Eugene     | chód na 35 km            | 16. miejsce | 2:29:24    |
| 2022 | Igrzyska Ameryki Południowej                | Asunción   | chód na 20 km            | –           | DNF        |
| 2022 | Igrzyska Ameryki Południowej                | Asunción   | chód na 35 km            | 2. miejsce  | 2:35:20    |
| 2023 | Mistrzostwa świata                          | Budapeszt  | chód na 20 km            | 17. miejsce | 1:19:52    |
| 2023 | Mistrzostwa świata                          | Budapeszt  | chód na 35 km            | –           | DNS        |
| 2023 | Igrzyska panamerykańskie                    | Santiago   | chód na 20 km            | 7. miejsce  | 1:20:49    |
| 2024 | Drużynowe mistrzostwa świata w chodzie      | Antalya    | chód na 20 km            | 25. miejsce | 1:22:01    |

## Rekordy życiowe
- chód na 20 kilometrów – 1:18:23 (18 maja 2024, A Coruña), rekord Peru;
- chód na 35 kilometrów – 2:29:24 (24 lipca 2022, Eugene), rekord Peru.